# Maksymilian Gierymski

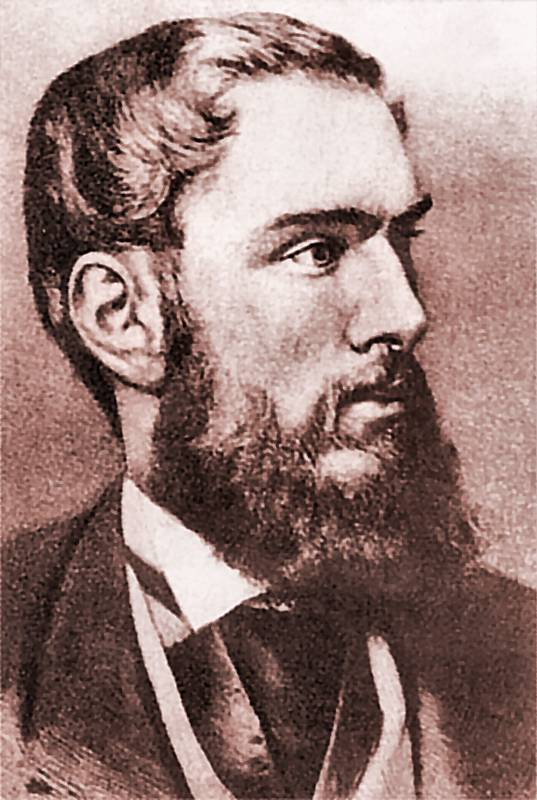
Maksymilian Gierymski

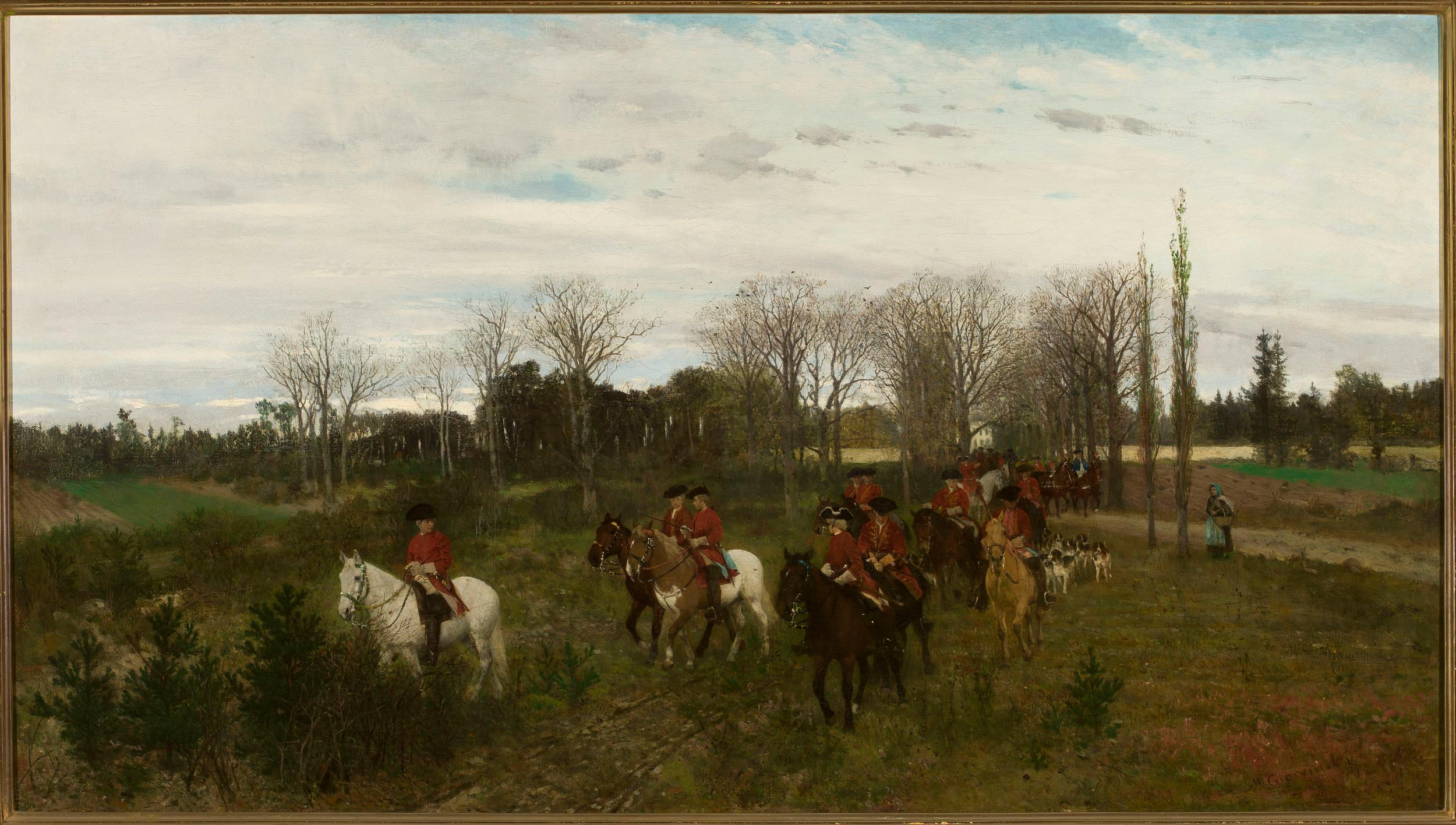
Maksymilian Gierymski, Một bữa tiệc săn bắn, 1871

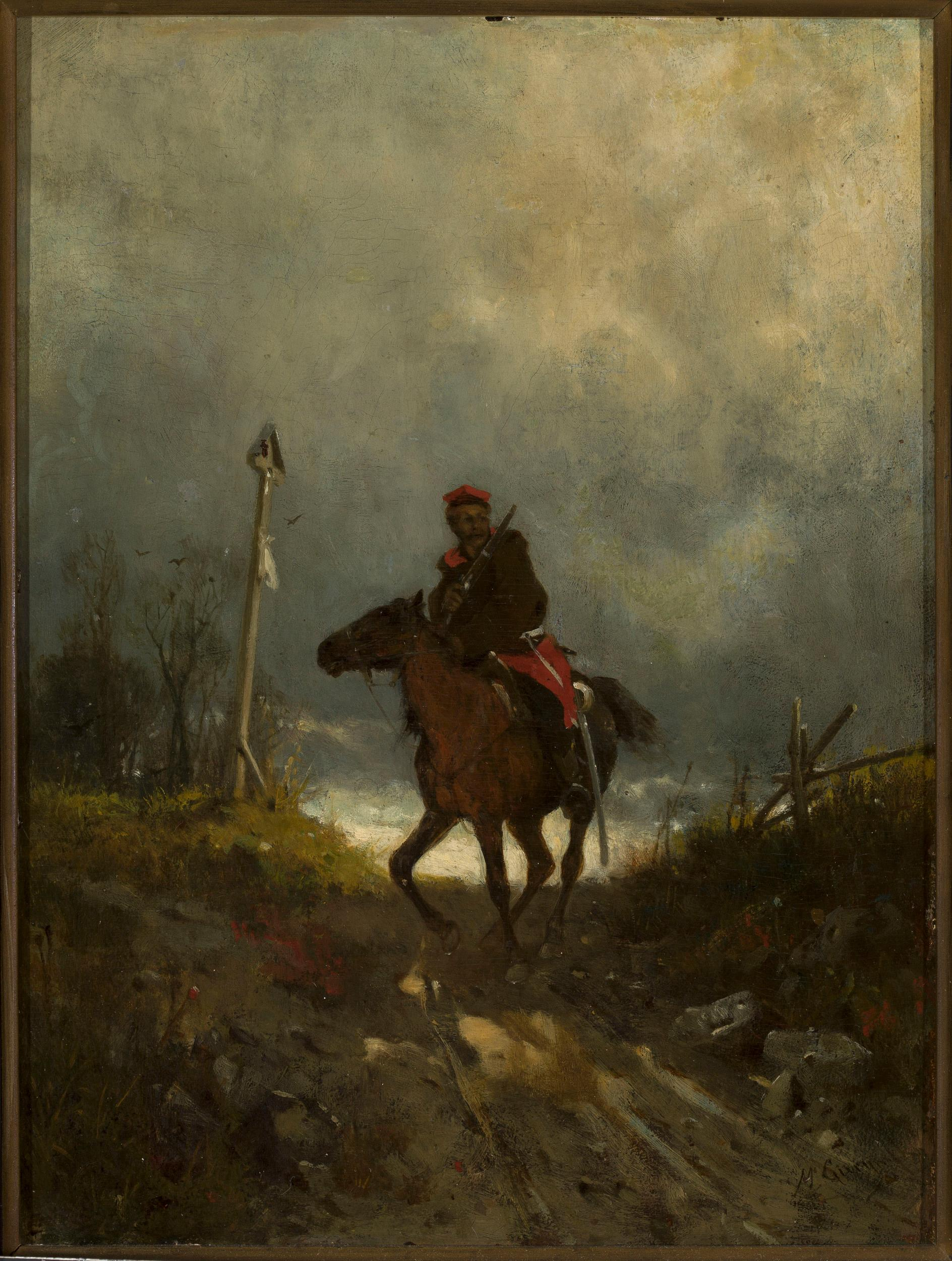
Maksymilian Gierymski, Người tham gia khởi nghĩa từ năm 1863, khhoangr 1869

Maksymilian Dionizy Gierymski (sinh năm 1846 tại Warsaw – mất năm 1874 tại Reichenhall, Bavaria) là một họa sĩ người Ba Lan. Ông chủ yếu vẽ tranh bằng màu nước. Ông là anh trai của họa sĩ Aleksander Gierymski.
Khi đang là một chàng trai mười bảy tuổi, Gierymski tham gia cuộc Khởi nghĩa tháng Giêng. Ban đầu, ông học tại Trường Vẽ Warsaw. Sau đó, ông được nhận học bổng của chính phủ vào năm 1867 nên theo học Học viện Mỹ thuật ở Munich. Ông trở thành một trong những họa sĩ hàng đầu của Trường phái hiện thực Munich. Gierymski nổi tiếng nhất với những bức tranh mô tả các trận chiến, nhưng bên cạnh đó ông cũng vẽ nhiều tranh phong cảnh, đặc biệt là phong cảnh của miền nam Ba Lan vì ông đã đến đây nhiều lần.
Gierymski thành công vang dội ở Tây Âu nhưng lại không nhận được sự ủng hộ và sự yêu thích ở Ba Lan vào thế kỷ 19 dù thường xuyên triển lãm tranh ở Warsaw từ năm 1868.

## Tác phẩm tiêu biểu
- Krajobraz leśny (1866)
- Krajobraz z chatą i zaprzęgiem (1867)
- Potyczka z Tatarami (1867)
- Szarża rosyjskiej artylerii konnej (1867)
- Wymarsz powstańców ze wsi w 1863 roku (1867)
- Brzoza (1867)
- Pogrzeb w małym miasteczku (1868)
- Powrót bez pana (1868)
- Zwiad kozaków kubańskich (1868–69)
- Pejzaż jesienny z oraczem (1868–69)
- Krajobraz jesienny - studium pejzażu (1868–69)
- Rzeka (1868–70)
- Krajobraz o wschodzie słońca - przedświt (1869)
- Rekonesans huzarów austriackich (1869)
- Patrol polski w 1830 roku (1869)
- Adiutant sztabowy z 1830 roku (1869)
- Powstaniec z 1863 roku (1869)
- Droga wśród drzew (1870)
- Wyjazd na polowanie I (1871)
- Zima w małym miasteczku (1872)
- Patrol powstańczy przy ognisku (1872)
- Patrol powstańczy - pikieta (1872–73)
- Wiosna w małym miasteczku (1872–73)
- Noc (1872–73)

## Danh mục
Maciej Masłowski: Maksymilian Gierymski i jego czasy (Maksymilian Gierymski and His Times), Warsaw 1970, ed. "PIW" (National Publishing Institute, 2nd edition - 1976).